# ماثيو بي. حزقيال
ماثيو بي. حزقيال (بالإنجليزية: Matthew B. Juan)‏ هو عسكري أمريكي، ولد في 22 أبريل 1892 في مقاطعة بينال في الولايات المتحدة، وتوفي في 28 مايو 1918 في Battle of Cantigny ‏ في فرنسا.